# Stanisław Jerzy Lec
Stanisław Jerzy Lec (IPA: [staˈɲiswaf ˈjɛʐɨ lɛts]) (Leopoli, 6 marzo 1909 – Varsavia, 7 maggio 1966) è stato uno scrittore, poeta e aforista polacco.
Nato da un'agiata famiglia ebraica, ascesa allo status di casato aristocratico presso le autorità asburgiche, secondo quanto scritto da Clifton Fadiman nell'introduzione al libro di Lec Unkempt Thoughts (Pensieri spettinati), lo scrittore si propose in gioventù come guida per molti intellettuali della Mitteleuropa la cui esperienza culturale fu frenata in maniera inesorabile dal divampare della seconda guerra mondiale.
Internato in un campo di concentramento in Germania, vi rimase fino al luglio del 1943 quando il campo fu sottoposto a esecuzioni di massa. Fuggito grazie al travestimento con una uniforme tedesca, riuscì a raggiungere Varsavia dove poté unirsi al movimento partigiano locale.
Alla fine del conflitto poté riprendere la sua attività di scrittore, interrotta solo da un breve intermezzo dovuto a un incarico diplomatico come addetto culturale presso l'ambasciata polacca a Vienna.
Lec trascorse anche due anni in Israele.

## Opere principali
La citata opera di Lec Pensieri spettinati (Myśli nieuczesane, in originale, pubblicata nel 1957 e di cui fu pubblicato due anni dopo un seguito, Altri pensieri spettinati nella edizione italiana) è sicuramente il suo lavoro più conosciuto.
Si tratta di un florilegio di aforismi di sferzante ironia centrati non su un particolare sistema politico, bensì sul meccanismo che regola ogni sistema politico basato sull'autoritarismo. Intendendo fare di tutto eccetto che del moralismo spicciolo, Lec si batte contro ogni morale quando questa viene eretta a sistema, mettendo alla berlina con (apparentemente) innocue perle di saggezza non questa o quella assurdità, ma la stessa assurdità che si sostituisce alla vita e alla realtà stessa.
- Barwy, poesie (1933)
- Spacer cynika, satire ed epigrammi (1946)
- Notatnik polowy, poesie (1946)
- Życie jest fraszką, satire ed epigrammi (1948)
- Nowe wiersze (1950)
- Rękopis jerozolimski (1956)
- Myśli nieuczesane (1957)
- Z tysiąca i jednej fraszki (1959)
- Kpię i pytam o drogę (1959)
- Myśli nieuczesane (1959)
- Do Abla i Kaina (1961)
- List gończy (1963)
- Myśli nieuczesane nowe (1964)
- Poema gotowe do skoku (1964)
- Fraszkobranie (1966)